# 라스트 콘서트
《라스트 콘서트》(이탈리아어: Dedicato a una stella)은 1976년에 개봉한 이탈리아 영화이다.

## 출연
- 리처드 존슨 - 리처드
- 파멜라 빌로레시 - 스텔라

## 한국판 성우진(KBS) (1997년 5월 25일)
- 장광 - 리처드(리처드 존슨)
- 최덕희 - 스텔라(파멜라 빌로레시)
- 박민아 - 시몬(마리아 안토니에타 벨루지)
- 이윤선 - 의사(프란체스코 다다)
- 최윤아 - 시몬의 딸(다니엘라 라티올리)
- 이종구 - 관리인(조르지오 가르지울로)
- 성창수 - 리처드의 친구(에마누엘레 루스폴리)